# Liste der Kantone im Département Corse-du-Sud
Das Département Corse-du-Sud liegt in der Region Korsika in Frankreich. Es untergliedert sich in zwei Arrondissements mit 11 Kantonen (französisch cantons).
Siehe auch: Liste der Gemeinden im Département Corse-du-Sud

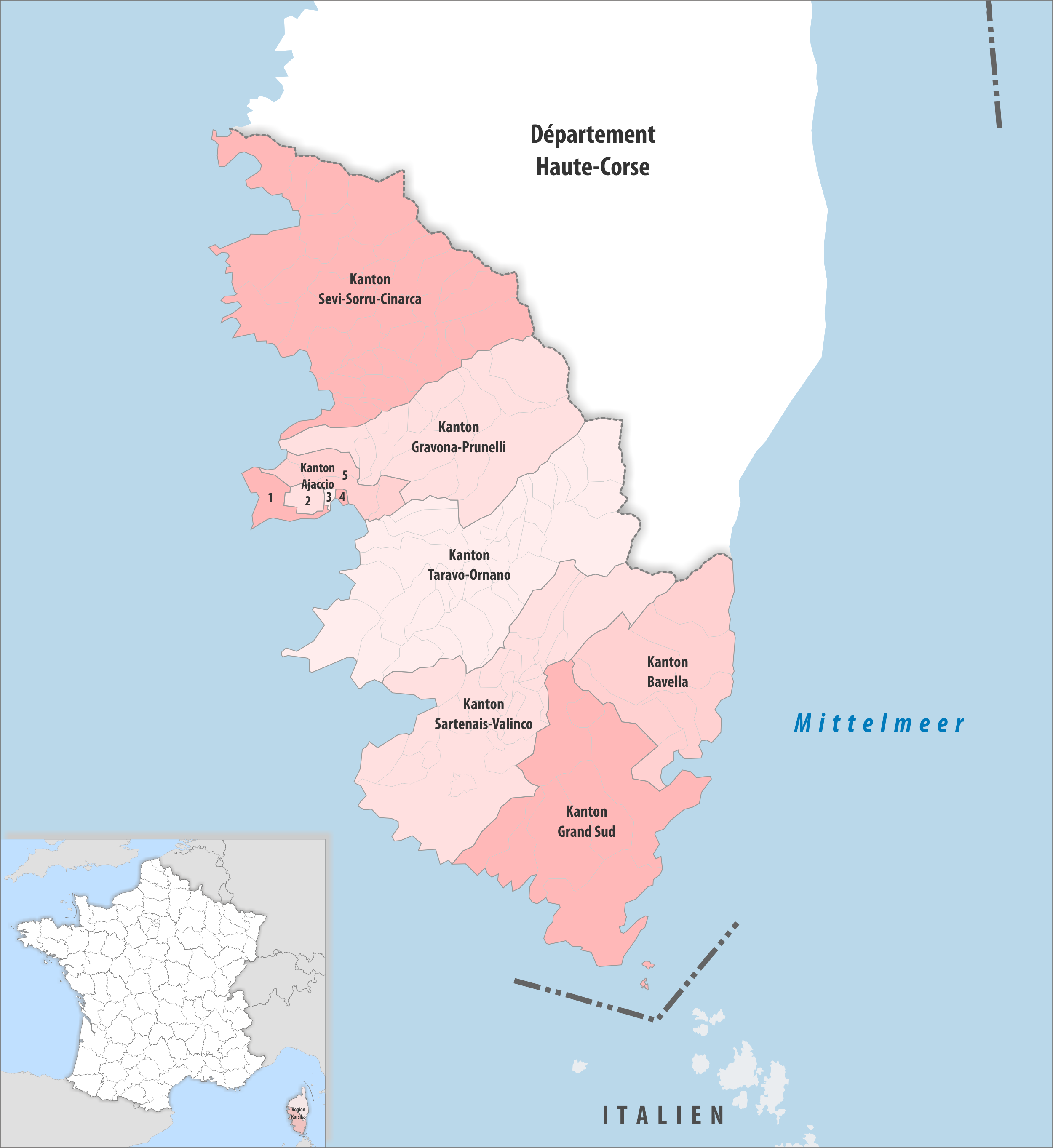
Gemeinden und Kantone im Département Corse-du-Sud

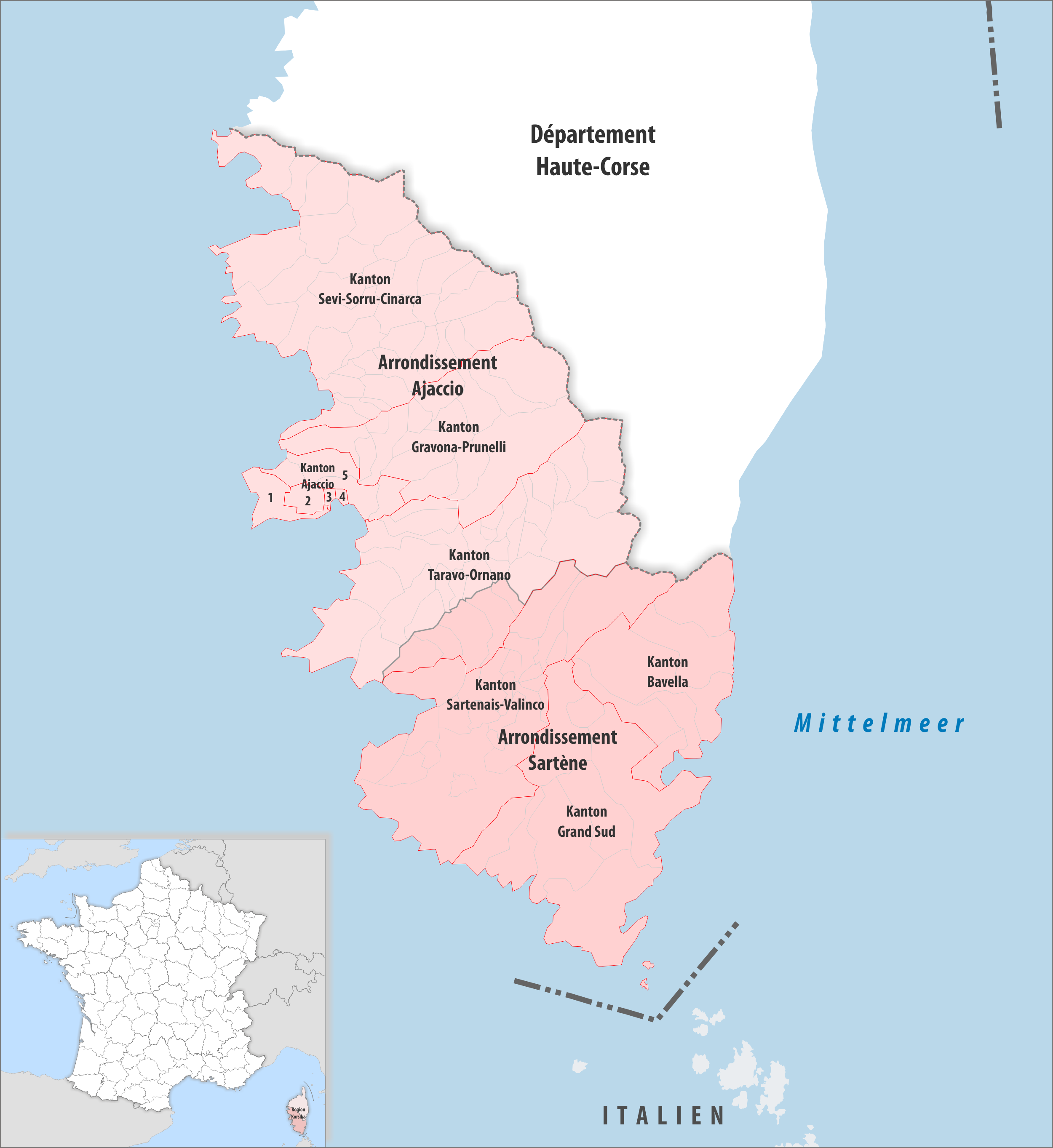
Gemeinden, Arrondissemente und Kantone im Département Corse-du-Sud

| Kanton                   | Gemeinden | Einwohner 1. Januar 2022 | Fläche km² | Dichte Einw./km² | Code INSEE | Arrondissement(e) |
| ------------------------ | --------- | ------------------------ | ---------- | ---------------- | ---------- | ----------------- |
| Ajaccio-1                | 1⁄5       | 17.627                   | 36,53      | 483              | 2A01       | Ajaccio           |
| Ajaccio-2                | 1⁄5       | 14.456                   | 18,50      | 781              | 2A02       | Ajaccio           |
| Ajaccio-3                | 1⁄5       | 17.453                   | 2,26       | 7.723            | 2A03       | Ajaccio           |
| Ajaccio-4                | 1⁄5       | 14.987                   | 2,79       | 5.372            | 2A04       | Ajaccio           |
| Ajaccio-5                | 3 1⁄5     | 19.120                   | 81,78      | 234              | 2A05       | Ajaccio           |
| Bavella                  | 5 1⁄2     | 14.839                   | 385,36     | 39               | 2A06       | Sartène           |
| Grand Sud                | 7 1⁄2     | 14.376                   | 634,88     | 23               | 2A07       | Sartène           |
| Gravona-Prunelli         | 15        | 17.000                   | 493,95     | 34               | 2A08       | Ajaccio           |
| Sartenais-Valinco        | 25        | 12.219                   | 652,48     | 19               | 2A09       | Sartène           |
| Sevi-Sorru-Cinarca       | 33        | 7.815                    | 917,39     | 9                | 2A10       | Ajaccio           |
| Taravo-Ornano            | 34        | 16.153                   | 788,30     | 20               | 2A11       | Ajaccio, Sartène  |
| Département Corse-du-Sud | 124       | 166.045                  | 4.014,22   | 41               | 2A         | –                 |

## Liste ehemaliger Kantone
Bis zum Neuzuschnitt der französischen Kantone im März 2015 war das Département Corse-du-Sud wie folgt in 22 Kantone unterteilt:
| Arrondissement | Kantone |
| -------------- | --- |
| Ajaccio        | Ajaccio-1, Ajaccio-2, Ajaccio-3, Ajaccio-4, Ajaccio-5, Ajaccio-6, Ajaccio-7, Bastelica, Celavo-Mezzana, Cruzini-Cinarca, Les Deux-Sevi, Les Deux-Sorru, Santa-Maria-Siché, Zicavo |
| Sartène        | Bonifacio, Figari, Levie, Olmeto, Petreto-Bicchisano, Porto-Vecchio, Sartène, Tallano-Scopamène                                                                                   |